# Akademija Hanlin
Akademija Hanlin (kitajsko 翰林院, pinjin Hànlín Yuàn) je bila akademska in upravna visokošolska ustanova, ki jo je v 8. stoletju v Čanganu  ustanovil kitajski cesar Šuandzong iz dinastije Tang. Naziv ustanove bi se lahko prevedel kot "Koledž za književnost" in "Akademija gozda svinčnikov".
Članstvo v akademiji je bilo omejeno na elitno skupino učenjakov, ki so za dvor opravljali tajniške in literarne naloge. Ena njenih glavnih nalog je bila odločanje o interpretaciji kitajskih klasikov, ki so bili podlaga za cesarske izpite, ki so jih morali opraviti ambiciozni vladni birokrati, da so dosegli najvišja mesta v cesarski vladi. Akademiji so bili pridruženi tudi slikarji, ki so delali za dvor. 

## Člani akademije
Nekateri bolj znani Hanlinovi akademiki so bili:
- Li Baj (701–762) – pesnik
- Baj Džuji (772–846) – pesnik
- Su Ši (1037 – 1101) – pesnik[3]
- Jan Šu (991–1055) – pesnik, kaligraf, leta 1042 prvi minister
- Oujang Šju (1007–1072) – zgodovinar
- Šen Kuo (1031–1095) – kancler
- Džang Dzeduan (1085–1145) – slikar
- Džao Mengfu (1254–1322) – slikar, kaligraf, pesnik, v letih 1314-1320 rektor akadenije
- Huang Dzičeng (1350–1402) – cesarski učenjak
- Li Dongjang (1447–1516) – cesarski častnik, pesnik, služboval kot 'veliki zgodovinar'
- Ni Juanlu (1593–1644) – kaligraf, slikar, visok državni funkcionar
- Vu Renčen (1628–1689) – zgodovinar in matematik
- Čen Menglej (1650–1741) – učenjak, pisatelj, glavni urednik Popolne zbirke klasik stare Kitajske
- Džang Tingju (1672–1755) – politik in zgodovinar
- Dži Šjaolan (1724–1805) – učenjak, pesnik, glavni urednik Popolne knjižnice štirih zakladnic)
- Jao Naj (1731–1815) – učenjak
- Gao E (1738–1815) – učenjak in urednik
- He Čangling (1785–1848) – učenjak in funkcionar
- Dzeng Guofan (1811–1872) – učenjak, kasneje ključni vojaški funkcionar
- Čen Lanbin (1816–1895) – diplomat, ambasador v ZDA, Španiji in Peruju
- Veng Tonghe (1830–1904) – cesarjev mentor
- Caj Juanpel (1868–1940) – vzgojitelj
- Ču Hongdži (1850–1918) – politik

## Urad za prevajanje
Akademiji Hanlin je bil podrejen Urad za prevajanje, ki ga je ustanovila dinastija Ming leta 1407 po prvi ekspediciji Dženg Heja v Indijski ocean. Urad se je ukvarjal z dokumenti in besedili, ki so jih posredovali tuji veleposlaniki in usposobljeni strokovnjaki za tuje jezike. Vključeval je oddelke za veliko jezikov: džurčenski (mandžurski), tartarski (mongolski), korejski, riukiu, japonski, tibetanski, huihui (perzijski), vietnamski in burmanski, pa tudi za jezike "različnih barbarskih plemen" - baj ji Šanov na jugozahodnih mejah Kitajske, gaočang (star ujgurski jezik ljudstva Turfana) in šitjan (sanskrt, ki se je govoril v Indiji). Leta 1511 in 1579 sta bila ustanovljena tudi odelka za laoški oziroma tajski jezik. Sestavljena sta bila besednjaka malajščine, ki se je govorila v sultanatu Malaka, in  jezika, ki se je govoril v kraljestvu Čampa.
Kasneje je prevajanje opravljala vladna šola za poučevanje tujih jezikov Tongven Guan, ki jo je leta 1862 v Pekingu ustanovila dinastija Čing. Šola je bila podrejena ministrstvu za zunanje zadeve (uradno Urad za splošno vodenje zadev, ki zadevajo različne države).

## Požar leta 1900
Pekinška Akademija Hanlin in njena knjižnica sta bili močno poškodovani v požaru med obleganjem poslaniške četrti med boksarsko vstajo leta 1900.  V požaru, ki se je na akademijo razširil 24. junija, je bilo uničenih veliko dragocenih starih besedil.
Akademija je delovala neprekinjeno od njene ustanovitve do njene ukinitve med šinhajsko revolucijo leta 1911.